# Mindre törntrast
Mindre törntrast(Colluricincla megarhyncha) är en fågel i familjen visslare inom ordningen tättingar.

## Utbredning och systematik
Arafuratörntrasten delas in i tre underarter med följande utbredning:
- Colluricincla megarhyncha megarhyncha – förekommer från Vogelkophalvön till Cenderawasihviken och närliggande sydvästra Nya Guineas kustland; även på västpapuanska ön Salawati
- Colluricincla megarhyncha parvula – nordvästra Australien, från Kimberleyregionen till Calvert River
- Colluricincla megarhyncha aruensis – Aruöarna
- Colluricincla megarhyncha fortis – D'Entrecasteaux-öarna utanför sydöstra Nya Guinea
- Colluricincla megarhyncha trobriandi – Trobrianöarna utanför sydöstra Nya Guinea
- Colluricincla megarhyncha despecta – Papuanska halvön, i norr västerut till Huonviken och i söder till övre loppen av floderna Fly och Digul
- Colluricincla megarhyncha affinis – Waigeo i Raja Ampat-öarna, utanför västra Nya Guinea
- Colluricincla obscura obscura – ön Yapen utanför nordvästra Nya Guinea
- Colluricincla obscura hybridus – nordvästra och västcentrala Nya Guinea
- Colluricincla obscura discolor – ön Tagula i Louisiaderna utanför sydöstra Nya Guinea
- Colluricincla tappenbecki tappenbecki – nordöstra Nya Guinea, från Astrolabeviken till Sepikflodens nedre lopp
- Colluricincla tappenbecki madaraszi – Huonhalvön på nordöstra Nya Guinea
- Colluricincla tappenbecki maeandrina – nordöstra Nya Guinea (Sepikflodens övre lopp samt Victor Emanuel-bergen)
- Colluricincla rufogaster rufogaster – östra Australien, från Bowen i nordöstra Queensland söderut till Port Macquarie i centrala New South Wales
- Colluricincla rufogaster normani – södra Nya Guinea och nordöstra Australien (västra delen av öarna i Torressundet, norra Queensland från Nicholsonfloden österut till Normanbyflodens avrinningsområde samt Kap Yorkhalvön)
- Colluricincla rufogaster griseata – nordöstra Queensland från Starke till Cape Bowling Green

En period urskildes flera av underarterna till egna arter. I AviList samlas de återigen under mindre törntrast, baserat på parafyli kladerna emellan och möjlig hybridisering. Biakvisslare (Pachycephala melanorhyncha) har tidigare inkluderats i mindre törntrast, men genetiska studier visar att den har sin hemvist i Pachycephala.

## Status
Internationella naturvårdsunionen kategoriserar arten som livskraftig.